# Okazaki (Aichi)
Okazaki (岡崎市 Okazaki-shi?) es una ciudad de Japón situada cerca de Nagoya (a unos 35 minutos en tren), al sur de Tokio, en la Prefectura de Aichi. Famosa por ser el lugar de nacimiento de Tokugawa Ieyasu, en japonés 徳川 家康, su población, según fuentes gubernamentales locales, en mayo de 2006 asciende a 368.201 personas.

## Historia
El área del alrededor de Okazaki actualmente ha sido habitada durante muchos miles de años. Los arqueólogos han encontrado restos del Paleolítico japonés. Numerosos restos del Período Jōmon, y especialmente de los Período Yayoi y Kofun también se han encontrado, incluyendo muchos montículos funerarios en kofun. Durante el Período Sengoku, el área fue controlada por el Clan Matsudaira, una rama de la cual subió más adelante a la prominencia como el Clan Tokugawa, que gobernó Japón durante el Período Edo. Durante este tiempo, el dominio Okazaki, un han feudal fue establecido para gobernar en el área inmediata alrededor de Okazaki, y fue confiado a un Daimio. Varios dominios más pequeños también se localizaron dentro de los límites actuales de la ciudad, incluyendo Fukozu (después de Mikawa-Nakajima), Dominio Okudono y Dominio Nishi-Ohira. La ciudad prosperó como una estación del poste en el Tōkaidō que conecta con Edo con Kioto.
Después de la Restauración Meiji, la ciudad moderna de Okazaki fue establecida el 1 de octubre de 1889 dentro del distrito de Nukata de la prefectura de Aichi. El 1 de octubre de 1914, Okazaki anexó la vecina ciudad de Hirohata. Okazaki fue proclamada una ciudad el 1 de julio de 1916. La ciudad sufrió daños tanto en el terremoto de Tōnankai de 1944 (que mató a 9 personas) como en el terremoto de Mikawa de 1945 (que mató a 29 personas). Durante la Segunda Guerra Mundial, el 19 de julio de 1945 el bombardeo de Okazaki mató a más de 200 personas y destruyó la mayor parte del centro de la ciudad. Aunque Okazaki era la localización de un campo aéreo de la Armada Imperial Japonesa, las instalaciones militares no fueron dañadas en el ataque. En 1955, a través de una serie de fusiones y consolidaciones, el área de Okazaki se expandió considerablemente. Las antiguas ciudades de Iwazu, Fukuoka y Yahagi, y las aldeas de Honjuku, Yamanaka, Kawai, Fujikawa y Ryugai se fusionaron en Okazaki. El Tifón Vera causaron daños considerables y mataron a 27 residentes. El 15 de octubre de 1962, Okazaki anexó la ciudad vecina de Mutsumi.
Okazaki fue proclamada una Ciudad-núcleo el 1 de abril de 2003 con mayor autonomía del gobierno de prefectural. El 1 de enero de 2006, la ciudad de Nukata (del distrito de Nukata) se fusionó a Okazaki.

## Personas destacadas
- Motō Kimura, biólogo matemático japonés.
- Takashi Kondō, seiyū japonés.
- Ryo Miyaichi, jugador del Bolton Wanderers.
- Tokugawa Ieyasu, fundador y primer shōgun del Tokugawa bakufu (Shogunato Tokugawa) de Japón.
- Daisuke Nakajima, piloto japonés de Super Fórmula Japonesa, hijo de Satoru Nakajima y hermano de Kazuki Nakajima.
- Satoru Nakajima, piloto japonés de la Fórmula 1.
- Kazuki Nakajima, piloto japonés de la Fórmula 1.